# Elz (Rin)

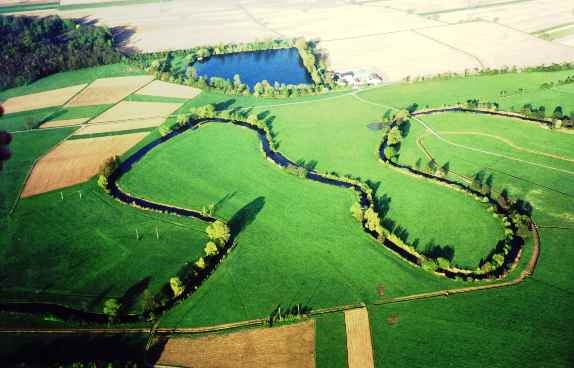
Elz (Rin)

Elz este un afluent al Rinului situat în Munții Pădurea Neagră, landul Baden-Württemberg, Germania. Râul are izvorul la Furtwangen, la o altitudine de 1.038 m. Pe lungimea lui de 90 km, râul are o diferență de altitudine de 884 m.

Afluenți
Brettenbach, Wilde Gutach, Dreisam
Localități traversate
Waldkirch, Emmendingen, Elzach, Gutach im Breisgau, Riegel am Kaiserstuhl, Teningen
Bazin de colectare
1.481 km²